# 前90年
| 千纪： | 前1千纪 |
| 世纪： | 前2世纪 \| 前1世纪 \| 1世纪                                                                                |
| 年代： | 前120年代 \| 前110年代 \| 前100年代 \| 前90年代 \| 前80年代 \| 前70年代 \| 前60年代                        |
| 年份： | 前95年 \| 前94年 \| 前93年 \| 前92年 \| 前91年 \| 前90年 \| 前89年 \| 前88年 \| 前87年 \| 前86年 \| 前85年 |
| 纪年： | 西汉征和三年                                                                                               |

## 大事记
- 李廣利受命出兵五原伐匈奴的前夕，丞相劉屈氂與李廣利合謀立昌邑王劉髆為太子。後劉屈氂被腰斬，李廣利妻被下獄。此時李廣利正在燕然山乘勝追擊，聞訊消息，恐遭禍，欲再擊匈奴取得勝利，以期漢武帝饒其不死。惟後兵敗，李廣利投降匈奴，漢武帝此後中止了與匈奴的戰爭，不復出兵。

## 逝世
- 衛子夫，西漢漢武帝第二任皇后
- 司马迁中国史学家
- 江充
- 刘屈氂